# Arvin Garrison

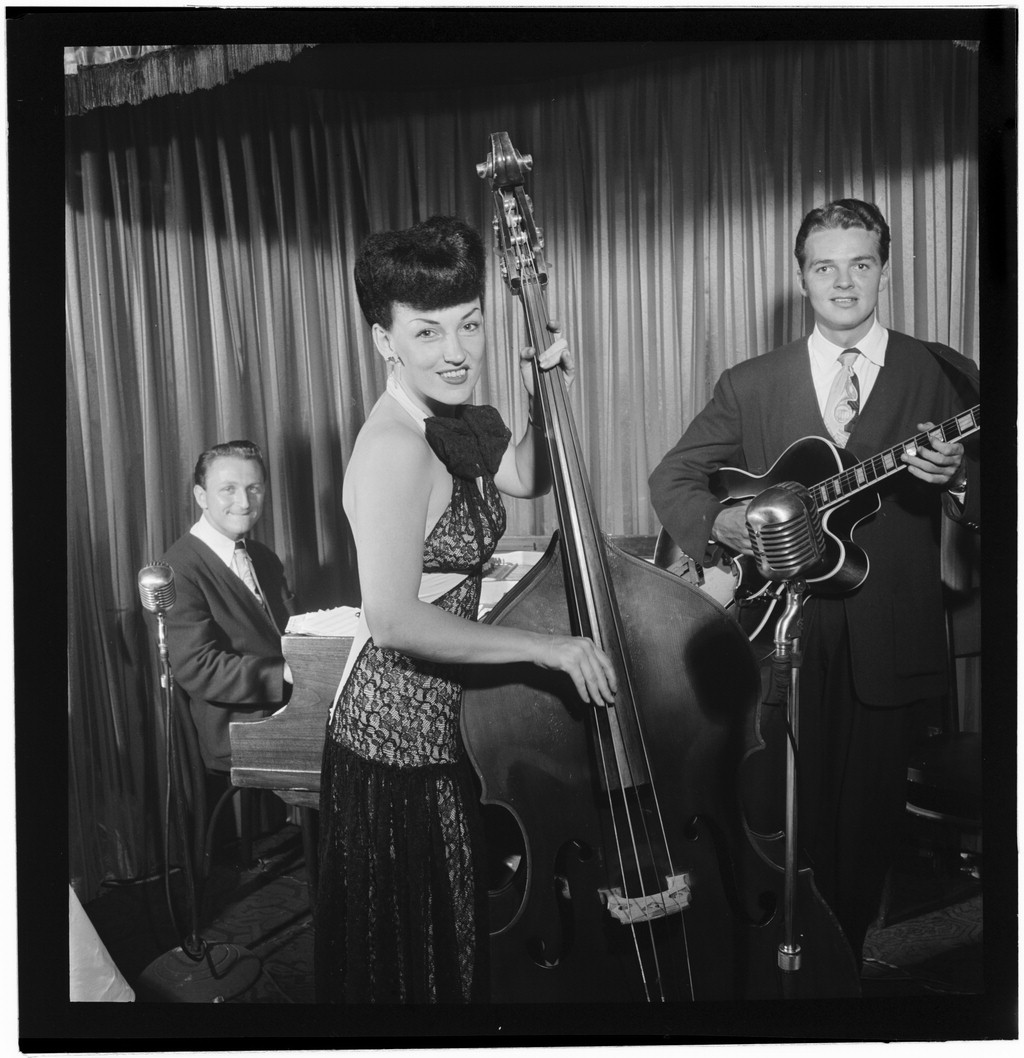
Teddy Kaye, Vivien Garry und Arv Garrison c. 1947
Photo von William P. Gottlieb.

Arvin „Arv“ Garrison (* 17. August 1922 in Toledo (Ohio); † 30. Juli 1960 daselbst) war ein US-amerikanischer Jazzgitarrist des Bebop. Er wirkte an den Dial-Sessions von Dizzy Gillespie und Charlie Parker im Frühjahr 1946 mit.

## Leben und Wirken
Arvin Garrison hatte ab 1941 ein eigenes Trio, das ab 1946 unter dem Namen seiner Frau, der Bassistin Vivien Garry bekannt wurde. Das Trio bestand bis 1948. In den 1950er-Jahren arbeitete er in seiner Heimatstadt Toledo.
Garrisons Name wird für immer mit den legendären Dial-Sessions von Charlie Parker und Dizzy Gillespie in Verbindung gebracht werden, die im Februar beziehungsweise im März 1946 in Kalifornien entstanden. Die Dizzy Gillespie Jazzmen nahmen am 5. Februar 1946 in Glendale Diggin’ Diz auf, mit Parker, Gillespie, Lucky Thompson, dem Pianisten George Handy, Ray Brown, Stan Levey und mit Arv Garrison als Gitarrist. Am 28. März 1946 nahm das Charlie Parker Septet in Hollywood die Titel Yardbird Suite, Ornithology und A Night in Tunisia auf. Außerdem wurde an diesem Tag das abgebrochene Stück, das später unter dem Titel The Famous Alto Break bekannt wurde, aufgenommen – wieder mit Parker, Gillespie, Lucky Thompson, Garrison und der Rhythmusgruppe aus Dodo Marmarosa, dem Pianisten Bob Kesterton und dem Schlagzeuger Roy Porter. Bei der ersten Session für das Jazzlabel Dial, die unter chaotischen Bedingungen zustande kam, sprang Garrison für den eingeplanten, aber verhinderten Milt Jackson ein. Diese zweite Aufnahme von Yardbird Suite zählt (neben denen für Savoy Records aus dem gleichen Zeitraum) „zu den schönsten, den leidenschaftlichsten und den «erlebtesten» von Parkers gesamter Karriere“, so die Charlie Parker-Biographen Wilson und Goeman. Mit der gleichen Rhythmusgruppe wie bei der März-Session nahmen Howard McGhee und Teddy Edwards mit Garrison im Oktober 1946 vier Titel auf.

## Diskographie (Auswahl)
- Howard McGhee Sextet: Teddy Edwards: Steady With Teddy 1946–1948 (Cool & Blue)[3]
- Mit Charlie Parker: The Complete 1944–1948 Small Group Studio Recordings, Vol. 2 (Blue Moon)
- Mit Charlie Parker: The Complete Savoy And Dial Recordings (Savoy, 1944–48)